# Феничев, Михаил Олегович
Михаи́л Оле́гович Фе́ничев (род. 4 декабря 1979 года, Горбунки) — петербургский музыкант, диджей, автор текстов и исполнитель песен (рэпер/эмси), часто причисляемый[кем?] не столько к музыке (альтернативному/абстрактному хип-хопу) или же мелодекламации, сколько к литературе или поэзии. Однако сам Феничев признавался, что не видит свои тексты отдельно от музыки. За своё творчество получил много положительной критики, в том числе стал лауреатом премии «Степной волк» в 2011 году.
Во второй половине 1990-х годов был участником рэп-группы «Провинция»/«La Province» вместе с Михаилом Ильиным и диджеем. В 2001 году Михаилы объединились с Александром Зайцевым и Ильёй Барамией, известными как дуэт «Ёлочные игрушки», в IDM-хип-хоп-группу «2H Company», которой были записаны альбомы «Психохирурги» (2004), «Психохирурги (extra edition)» (2005), «Искусство ухода за АК-47» (2007) и музыка для первого в мире рэп-балета «Ринг». В 2009 году группа распалась.
В 2010 году Феничев объединился с Алексеем Помигаловым, Максимом Поляковым и Фёдором Погореловым — став фронтменом коллектива «Есть Есть Есть». Квартет записал альбомы «Дорогой мой человек» (2011) и «Сатана в отпуске» (2012); после ухода Погорелова оставшееся трио выпустило «Сказки для Кейто» (2016) и пообещало четвёртый альбом.
В 2021 году воссоединился с Барамией и Ильиным, образовав группу 3H company. Первое выступление трио состоялось 4 июля и собрало сотни слушателей. Дебютный релиз — 14-песенный трибьют-альбом «8 жизней» — вышел 17 сентября, а через полгода появился клип на песню «Адекватно». 15 апреля 2022 года музыканты выпустили мини-альбом MYSUKA.

## Ранняя жизнь
Михаил Феничев родился 4 декабря 1979 года в посёлке Горбунки в Ломоносовском районе Ленинградской области. Мать родом из села Парабель Томской области. Ходил в тот же местный детский сад, что и Михаил Ильин, причём родители обоих работали на птицефабрике «Ломоносовская» (некогда третьей по величине в СССР). Затем оба Михаила учились в одной школе, но Феничев — на класс старше. Позже побывал в пионерском лагере. Семь лет учился в Санкт-Петербургском государственном архитектурно-строительном университете (СПбГАСУ) по специальности «Теплогазоснабжение и вентиляция» (ТГВ). Работал продавцом в музыкальном магазине «Союз», затем на мебельной фабрике.

## Музыкальная карьера

### Группа «Провинция»
Рэп-группа «Провинция» была создана в середине 1990-х годов Михаилом Феничевым и Михаилом Ильиным, также в проекте участвовал их старый друг Александр Вдовин, пользовавшийся программой «FastTracker». Несмотря на не очень продолжительную и не слишком активную деятельность, «Провинция» всё же получила некоторое признание в Санкт-Петербурге. Кроме клубов коллектив пару раз выступал на рэп-фестивалях, в том числе на московском «Rap Music» в 1998 году (где были ещё 11 участников). Трио выступало на тех же фестивалях, что и электронно-экспериментальный дуэт Александра Зайцева и Ильи Барамии — «Ёлочные игрушки» (ЁИ/EU). Также «Провинцией» была издана одна демо-кассета. В какой-то момент название рэп-группы было изменено на «La Province».
Потом всё это стало неинтересно. Люди в тусовке слушали только рэп, одни и те же группы, играли на одних и тех же вечеринках, не происходило ничего нового.
Феничеву данный музыкальный опыт так не понравился, что он в какой-то момент совершенно отказался от выступлений. Однако группа всё же не распалась сразу. Александр Вдовин отошёл от написания музыки и отдался более интересному для себя увлечению — граффити. А Михаилы сконцентрировались на работе в студии и отказались от использования компьютера в пользу живых инструментов, из-за чего звучание стало отходить в сторону трип-хопа. А сам Феничев, разочаровавшись в рэп-движении, продолжил сочинять тексты в стол.

### 2001—2005
Михаил Феничев вспоминал, что познакомился с Ильёй Барамией на одной из вечеринок Владимира Иванова, известного как Vova PCP. В видеоинтервью 2007 года Михаил так рассказывал про создание квартета, получившего название «2H Company»: «На дне рождения друга мы так… достаточно сильно подпили с друзьями. И я увидел, что здесь же — знаменитая группа „Ёлочные игрушки“ тоже, как бы, проводит своё время. И что-то меня перещёлкнуло, я подхожу к Илье, говорю… К Илье с Сашей. И говорю: „Ребята, думаю, вот, мои рэповые тексты и ваша музыка, как бы… Это надо будет сделать обязательно, и это будет очень круто“». Вскоре Феничев приехал в студию «Ёлочных», которые как раз в то время горели желанием создать оригинальный русскоязычный проект. Михаил показал музыкантам сразу много своих сюрреалистичных текстов, написанных на возвышенном русском языке и с необычным чувством юмора. Так в 2001 году дуэт Михаилов объединился с дуэтом «Ёлочные игрушки». Новообразованная группа «2H Company» стала записывать композиции, объединяющие рэп и экспериментальную электронную музыку. Изначально на репетициях звучание старались делать приближённым к стандартам рэпа: с барабанными кольцами, скретчерами.
Первым результатом деятельности группы стал трек «Prov», вошедший в сборник «Выход в город Два» петербургского лейбла «СhebuRec». Александр Зайцев позже отозвался о сочинительской работе Феничева так: «Сам текст был не очень, но лучше чем что-либо другое».
Однако последующие тексты произвели более сильное впечатление на Зайцева; так, он с теплом вспоминал, с чего начался дебютный альбом «2H Company»: «Миша принёс текст про грёбаный космос. С припевом таким очень русским, не калькой с английского. А когда я услышал „Семь жизней“, то понял: плевать на всех, кто пеняет нам на плохой голос задр*та, на нулевую читку — от этих чм*шников мы никогда не отмоемся». Тогда же и было принято решение, что музыкальное сопровождение должно соответствовать самобытному содержанию текстов, а не следовать канонам рэпа. Поэтому Зайцев и Барамия старались сохранить ощущение энергетики Феничева и сделать звучание своей электронной музыки максимально свежим и сильнодействующим. Оба эмси — и Феничев, и Ильин — обращали внимание, что к моменту записи оригинального альбома им тоже хотелось дистанцироваться и отгородиться от хип-хоп-сообщества.
16 июня 2004 года лейблом «ChebuRec» был выпущен альбом «Психохирурги», который затем был переиздан лейблом «Снегири» в декабре 2005 года, а также перезаписан в новой аранжировке и издан на виниле под названием «2H Company».
Позже Феничев вспоминал концерт «2H Company», данный 24 сентября 2004 года в рамках фестиваля «Shrinking Cities» в Берлине, как один из самых запоминающихся в карьере: «Нас позвали туда на фестиваль, который проходил в защиту здания „Дворца советов“, если не ошибаюсь с названием. Такое огромное наследие ГДР. Его в итоге снесли, принципиально, насколько я понял, потому что нам рассказывали, что снос такого конструктива обходился дороже его постройки. И вот нам посчастливилось успеть выступить в нём».
30 апреля 2005 года Михаил Феничев и Роман Скотч вместе выступили на фестивале актуальных искусств «Откат».

### 2006—2009
Михаил Феничев, Михаил Ильин и Кирилл Иванов работали в одном музыкальном магазине, занимаясь независимо друг от друга каждый своим творчеством. И именно Феничев познакомил Александра Зайцева и Илью Барамию с записями Кирилла, сыграв тем самым ключевую роль в создании в 2006 году группы «Самое большое простое число» (СБПЧ).
Феничев поучаствовал в создании альбома-коллаборации «Дикие Елочные Игрушки» (или просто «Дикие»), записав песню «Мне нужны враги» (или просто «Враги»). Релиз состоялся в октябре 2006 года на лейбле «Снегири». Александр Зайцев посчитал, что на Феничеве благотворно сказалось знакомство и общение с другими поэтами, которые принимали участие в сборнике: «Я видел, как у него менялось отношение к собственным текстам, их написанию, к тем новым аранжировкам, которые мы ему предлагали».
22 марта 2007 года на лейбле «Снегири» состоялся релиз альбома 2H Company «Искусство ухода за АК-47». Михаил Феничев комментировал необходимость высокой скорости своих речитативов так: «Я не умею доносить смысл иным способом, поэтому, когда слова текста не улавливаются, то смысл текста разрушается. Я боюсь переборщить со скороговорением, хотя думаю, что местами переборщил». Феничев говорил, что выступления группы перестали сопровождаться видеорядом, так как изображения отвлекают слушателей от музыки и текста, отчего планировалось также сыграть в темноте. При этом Феничев признавался: «Да, я читаю очень быстро и, наверно, немного невнятно, поэтому к обоим нашим дискам прилагается буклет с текстами — чтобы было легче уловить смысл».
В апреле в Мариинском театре состоялась премьера первого в мире рэп-балета под названием «Ринг» с хореографией Алексея Мирошниченко и музыкой 2H Company. Феничевым был написан для балета текст девятиминутного трека «Сумрачный Абсурд», который впоследствии был опубликован в интернете. Михаил так прокомментировал своё участие в проекте: «До сих пор я не могу как-то до конца осознать, что вообще произошло. Балет, собственно, для меня — это самая последняя вещь в жизни, которой бы я, наверное, заинтересовался, но вот, так как предложили… А отказываться почему-то — не захотелось». Конечным результатом Михаил был доволен: «Я боялся, что это может выглядеть, может быть, как мюзикл какой-то, где вот, есть там слова, где танцуют… Но нет, такого вот ощущения у меня не было после просмотра, мне очень всё понравилось». Феничеву понравилось сотрудничество с данной балетной труппой, и он был не прочь его продолжить. Михаил даже высказывал мысль о том, чтобы сделать рэп-оперу.
В 2008 году Михаил Феничев поучаствовал в записи двух треков («16-ти этажка», а также припев песни «Это») альбома «СБПЧ Оркестр» группы «Самое большое простое число», который вышел в ноябре 2008 года на лейбле «Снегири»; текст трека «16-ти этажка» изначально планировался для балета «Ринг», но в итоге не был в нём использован.
22 июня 2009 года Михаил Феничев прочитал своё новое стихотворение «Святки.2009» в музее Анны Ахматовой в Фонтанном доме. Это стихотворение стало для Феничева первым, написанным по заказу — к 120-летию поэтессы. Михаил читал под музыку Барамии и Зайцева, стоя в проёме окна на втором этаже, тогда как публика была на улице. И хотя трек так и не был записан в студии, он позже появился в новой аранжировке в репертуаре «Есть Есть Есть».
В том же году группа 2H Company расформировалась, что Михаил прокомментировал в 2010 году так: «Скорее всего, это пауза. Потому что нам не очень нравилось, что получается сейчас. Мы завязали с концертами и, в итоге, со студийной работой. Не знаю, насколько надолго?» А в 2019 году на вопрос о причинах распада ответил: «Как-то, видимо, поднадоело всем, так и расползлись».

### 2010-е годы
В 2010 году был образован квартет «Есть Есть Есть» (ЕЕЕ), самое первое выступление которого состоялось 5 марта в петербургском клубе «Цоколь». Феничев является фронтменом, вокалистом и автором текстов. Говоря о разнице с предшествующим проектом, Михаил отметил, что изменились припевы, стала более ярко выражена мелодика, отчего «хочется иначе интонировать», однако «по текстовой части принципиальных различий нет», — считает Феничев, а излюбленным определением стиля играемой музыки называет «тараторокор».
Квартетом были записаны и выпущены альбомы «Дорогой мой человек» (21 апреля 2011 года) и «Сатана в отпуске» (11 декабря 2012 года). Затем группу покинул Фёдор Погорелов, и оставшееся трио выпустило третий альбом ЕЕЕ под названием «Сказки для Кейто» 14 декабря 2016 года. Также коллективом были даны более полусотни концертов.
Сочинять сложно становится с годами.МФ
Феничев принял участие в съёмке двухминутного видеоролика 2012 года под названием «Давай завтра!»
Несколько раз выступал в баре «Mishka» в роли диджея. 19 апреля Михаил Ильин и Михаил Феничев выступили в гастрономической гостиной «LavkaLavka».
8 сентября 2019 года в пространстве «Kuznya House» на Новой Голландии в качестве завершения книжного фестиваля «Ревизия» состоялся концерт трибьют-группы «Mishamish», в состав которой вошли Михаил Феничев и Михаил Ильин при поддержке диджея Ромы Скотча. Трио обещало исполнить кавер-версии всех песен альбома «Психохирурги».
2 ноября 2019 в петербургском клубе «ZAL» Михаил Феничев впервые появился на сцене вместе с дуэтом «Аигел», в который входят Илья Барамия и Айгель Гайсина. Феничев оказался одним из заявленных секретных гостей на концерте дуэта — и вместе с Айгель исполнил песню «Адекватно» под старую аранжировку из альбома «Искусство ухода за АК-47».

### 2020-е годы
27 марта 2021 года на открытии заведения «D бар и номера» (улица Некрасова, 14Д) сыграли Феничев и Рома Скотч. Музыканты собрались на сцене пятый раз в жизни, но на сей — без Ильина, поскольку тот был в Нью-Йорке, и исполнили треки 2H Company.
2 июня было объявлено о воссоединении Михаила Феничева, Михаила Ильина и Ильи Барамии в группу под названием 3H Company (стилизованно IIIH company). Феничев так прокомментировал новый проект: «Думая о том, что можно сказать про воссоединение, я представляю плохо освещённую маленькую сцену в видавшем виды безлюдном баре. На неё из темноты выходят три грузных джаз-музыканта с палочками и седой щетиной. Но все это звучит грустно, и в памяти всплывает спасительная аналогия: седобородые старики из Beastie Boys встречаются в нью-йоркском парке и начинают неистово рубиться в баскет. В общем, я точно так же, с удовольствием, порублюсь при нашей игре».
6 июня в музыкальном пространстве К-30 была отыграна музыка «от тех, кто её ставит примерно раз в год и только по особенным случаям», в том числе от Михаила Феничева.
4 июля, как и было запланировано, состоялось первое выступление 3H company в «Севкабель Порту» (в качестве тизера фестиваля St. Fields) и собрало сотни слушателей.
11 сентября на завершении фестиваля «Курорт» в Комарово (где также была вручена премия Аркадия Драгомощенко) после концерта Андрея Родионова и Александра Зайцева состоялся концерт «Лучшие хиты разных лет» Михаила Феничева.
17 сентября вышел первый альбом 3H Company под названием «8 жизней». Трибьют включает в себя 14 кавер-версий на треки 2H Company: 8 песен из альбома «Психохирурги» (за исключением «Адаптации»), 5 песен из альбома «Искусство ухода за АК-47» (исключая «Сорокин-Трип», «Культиватор» и «Жир Земли») и одну песню из альбома-коллаборации «Дикие ёлочные игрушки». Феничев так описал замысел дебютного релиза 3H Company: «Хотелось записать и посмотреть, как привычные старые тексты песен прочитаются под новые минималистичные минуса с упором на жирные басы и биты, которые теперь любит делать Илья».
20 октября вышел первый промосингл с альбома «Терпение» группы «Спасибо». Феничев в нём исполнил 14-тистрочный рэп-куплет. Трек попал в ежемесячный плейлист «Родная речь» от «Афиши Daily», сборник «Лучшие новые песни» от «Медузы», «Русское инди» в «Музыке ВКонтакте».
15 апреля 2022 года вышел первый мини-альбом 3H Company под названием MYSUKA. 13 октября вышел совместный сингл Феничева и группы «Самое большое простое число» под названием «Зуб».
17 июня 2023 года Михаил Феничев выступил в клубе Tonelab на фестивале UNREST в Ереване, исполнив в том числе песни «Утка-маляр» и «Олимпиада» из дебютного альбома «Есть Есть Есть».

## Дискография

### Студийные альбомы
| Год  | Название                       | Коллектив      |
| ---- | ------------------------------ | -------------- |
| 2004 | «Психохирурги»                 | 2H Company     |
| 2005 | «Психохирурги (extra edition)» | 2H Company     |
| 2007 | «Искусство ухода за АК-47»     | 2H Company     |
| 2010 | «Bootleg»                      | 2H Company     |
| 2011 | «Дорогой мой человек»          | Есть Есть Есть |
| 2012 | «Сатана в отпуске»             | Есть Есть Есть |
| 2016 | «Сказки для Кейто»             | Есть Есть Есть |
| 2021 | «8 жизней»                     | 3H Company     |

### Мини-альбомы
| Год  | Название | Коллектив  |
| ---- | -------- | ---------- |
| 2022 | MYSUKA   | 3H Company |

### Альбомы: гостевое участие
| Год  | Композиция                  | Исполнитель                 | Альбом                  |
| ---- | --------------------------- | --------------------------- | ----------------------- |
| 2001 | 4. «Prov»                   | Различные исполнители       | «Выход в город два»     |
| 2005 | 14. «Полоска» (5:36)        | Skafandr                    | «Убить Голос»           |
| 2006 | 2. «Мне нужны враги» (4:29) | Ёлочные игрушки             | «Дикие Ёлочные Игрушки» |
| 2008 | 2. «16-ти этажка» (3:43)    | Самое Большое Простое Число | «СБПЧ Оркестр»          |
| 2009 | 3. «2097—1997» (4:36)       | Ларик Сурапов               | «Будь Добрым!»          |

### Синглы: гостевое участие
| Год  | Название   | Исполнитель |
| ---- | ---------- | ----------- |
| 2021 | «Разговор» | Спасибо     |
| 2022 | «Зуб»      | СБПЧ        |

## Список диджей-сетов
| Год  | Дата        | Место          |
| ---- | ----------- | -------------- |
| 2013 | 19 апреля   | LavkaLavka     |
| 2015 | 22 января   | ПирОГИ         |
| 2015 | 29 января   | ПирОГИ         |
| 2017 | 1 февраля   | Mishka bar     |
| 2017 | 5 апреля    | Mishka bar     |
| 2017 | 13 сентября | Mishka bar     |
| 2017 | 24 ноября   | ПирОГИ         |
| 2017 | 30 ноября   | Mishka bar     |
| 2018 | 15 марта    | Mishka bar     |
| 2018 | 21 ноября   | Mishka bar     |
| 2019 | 2 марта     | Залив          |
| 2019 | 8 сентября  | Kuznya House   |
| 2019 | 19 октября  | ПирОГИ         |
| 2020 | 6 марта     | Залив          |
| 2020 | 30 сентября | Mishka bar     |
| 2021 | 21 мая      | D бар и номера |
| 2021 | 6 июня      | К-30           |

## Карьера в области общественного питания
Также Михаил Феничев работает администратором или арт-директором в нескольких заведениях общественного питания.
В кафе «ПирО.Г.И.» (наб. реки Фонтанки, 40) Михаил устроился работать арт-директором в 2010 году (в год открытия заведения). На эту должность Феничев попал случайно — благодаря любви кураторши клуба к музыке 2H Company. Феничеву, как опытному меломану, было доверено организовывать концерты: приглашать выступать различных музыкальных исполнителей и заниматься рекламой в соцсетях, хотя до этого такого опыта у него не было.
Вскоре «ПирО.Г.И.» стали сетью — в декабре 2012 года состоялось открытие второго филиала (ул. Восстания, 55), дизайнером интерьера вновь выступила Алёна Кудревич. Михаил Феничев дал следующее описание новой точке: «Концепция, кухня, барная карта те же, но в целом место более светлое, модное и европейское». Одним из первых мероприятий было небольшое выступление «Есть Есть Есть» в поддержку альбома «Сатана в отпуске».
Помимо организации, Михаил Феничев и сам несколько раз играл диджей-сеты в «ПирОГАХ».
Создатели «ПирОГОВ» Анна Хмельницкая и Михаил Феничев закрыли сначала отделение заведения на улице Восстания, а в начале октября 2019 года было объявлено о закрытии кафе и на Фонтанке 20 числа; на прощальный вечер 19 октября кроме прочих выступающих был заявлен Михаил Феничев.
Вслед за «ПирОГАМИ» Феничев стал заниматься родственными заведениями: «Рюмочная в бутылке» (Новая Голландия), бар «Залив» (улица Некрасова, 24), закусочная «Косуля» (Караванная улица, 24—26) и бар «Тихий ход» (Большая Морская улица, 13).

## Мировоззрение и интересы
Некоторые отражённые в песнях жизненные взгляды Феничева с течением времени менялись на противоположные.
Михаил безуспешно пробовал себя в разных сферах деятельности. Так, например, была попытка написать сценарий для мультсериала «Смешарики», но, как сам Феничев с сожалением признался, «очень плохо получилось». Ещё он пробовал сочинить текст для микро-комикса в журнале подруги, и итог назвал «тоже ужасным». Также Михаил был крайне недоволен своей работой над рекламным роликом для конторы друзей, который, по собственному выражению, «рифманул отвратительно».
Феничев — ценитель литературы и современного кинематографа.
В пресс-релизе альбома «Психохирурги» были указаны любимые писатели М. Феничева: Джулиан Барнс, Нил Гейман, Эндрю Круми, Андрей Левкин, Нил Стивенсон, Владимир Сорокин, Умберто Эко. Французского писателя Мишеля Уэльбека в 2014 году назвал главным пессимистом современной литературы.
Из любимых кинолент начала 2000-х, например, — «Сын» (2002, ред. братья Дарденн) и «Вечное Сияние Чистого Разума» (2004). Киножурналу «Сеанс», попросившего Феничева написать о любимом стоп-кадре, Михаил признался, что одной из самых романтичных сцен в мировом кино считает момент в фильме «Генри Фул» (1997, реж. Хэл Хартли). Феничев прояснил: «Иронично-театральная манера актёрской игры в этом фильме, по-моему, лучше всего проявляет себя в истории любовных отношений Генри Фула и Фэй Грим, и доходит до циркачества в сцене предложения замужества».
В августе 2020 года, во время протестов в Белоруссии, вместе со множеством музыкантов, поэтов и работников сцены (включая дуэт «АИГЕЛ») подписал открытое письмо в поддержку белорусского народа.

### Музыкальный вкус
В пионерском лагере Михаил увлекался рок-группой «Алиса». В начале 1990-х годов познакомился с петергофскими рэперами, которые приобщили Феничева к хип-хопу, написав на плакате референдума 1991 года за переименование Ленинграда в Санкт-Петербург несколько десятков названий исполнителей для ознакомления: от шведского евродэнс-рэпера Доктора Албана, до американского рэп-дуэта Das EFX. В середине 2000-х годов Михаил открыл для себя американских инди-рок-исполнителей: Modest Mouse, Antony & the Johnsons, Animal Collective.
В разное время на Феничева оказывали влияние разные музыканты. Так, например, из электронной музыки ему нравилось большинство релизов британского лейбла «Warp Records». Среди любимых музыкальных зарубежных исполнителей Михаила: американские рэперы Madlib (в частности, его сайд-проект Quasimoto) и El-P (особенно во времена, когда тот состоял в трио Company Flow), британская инди-рок-группа «Alt-J»… Из российских исполнителей: «Лемондэй», «Пёс и группа», «4 Позиции Бруно», «Птицу ЕМЪ», «Кровосток». Так, например, в интервью для первого российского выпуска журнала «Билборд» в 2007 году утверждал, что «именно „Кровосток“ — это большой прорыв для русского рэпа». На вопрос об альбоме «Юность» поэта и музыканта Дельфина Феничев отметил, что оформление диска, чрезмерно абстрактное, ему не очень понравилось, в отличие от самой музыки, и он поставил «твёрдую семёрку» по десятибалльной шкале. Самого же Дельфина Михаил похвалил за умелое совмещение элементов хип-хопа с инди-музыкой, достойное уважения. Альбом «Для дедушки» трио Magi описал словами: «По звучанию — это такой андеграунд. Записано хорошо, и музыка очень подходит форме повествования».

## Признание
В 2009 году на страницах издания «Коммерсантъ Weekend» тексты Михаила Феничева были названы блестящими, а про него самого сказано, что он «читает так, как в русскоязычном хип-хопе не читал никто», и что его речитативы «совершенно безупречны: стройная логика даже в сюрреалистичном тексте, чуткое интонирование, дикция». В мини-рецензии анархистского издания «Автоном» на альбом «Психохирурги» было сказано, что «тексты песен можно бы издать в каком-нибудь поэтическом сборнике».
Барнаульское издание «Vatokata» в 2010 году писало: «У СБПЧ, на первый взгляд, тексты более простые, чем у 2H Company, более лаконичные — а потому кажется, что смысл в них более глубокий». Радиф Кашапов из «Звуки.ру», говоря о 2H Company и «Есть Есть Есть», писал, что «скорострельную читку текстов можно ставить на одну полку классиков современной русской поэзии».
В 2011 году Михаил Феничев был номинирован на музыкальную премию «Степной волк» в категории «Слова» наряду с такими музыкантами, как: Екатерина Павлова («Обе две»), Евгений Алёхин («Макулатура», «Ночные грузчики»), Юлия Накарякова и Женя Иль («Лемондэй»), Илья Черепко-Самохвалов («Кассиопея», «Петля пристрастия»). В итоге 7 июля награждён был именно Феничев, причём его группа «Есть Есть Есть» и релиз «Дорогой мой человек» проиграли в номинациях «Дебют» и «Альбом» соответственно. Один из учредителей премии, музыкальный критик и журналист Артемий Троицкий назвал Михаила Феничева «главным поэтом современной русской музыки», добавив также: «Для меня, простого парня, это сложновато, но уважаю».
В 2012 году музыкальный критик Татьяна Замировская в рецензии на альбом «Дорогой мой человек» минского журнала «Большой» писала: «Эта музыка, многими восторженно идентифицируемая с собственными запутанными потоками сознания, очень интеллектуальная, тонкая, витиеватая — в первую очередь, из-за поэтики, это отличные стихи, такой анти-гришковец, что ли. При всей простоте они предельно небанальны, эпичны и часто ведут куда-то совсем не туда, разворачиваясь целыми историями». По версии корреспондента Владислава Моисеева из издания «Русский репортёр», Михаил Феничев стоял у истоков культурного явления под названием «абстрактный русский хип-хоп». Владислав также выделил пять программных песен Феничева на конец 2012 года: «Огурец мозга», «Рэп больше не кал», «Дзен и искусство ухода за АК-47», «Утка», «Журналистовцы».
Во введении интервью с Михаилом Феничевым для издания «WrongCarsOwners» было сказано: «Тексты Миши являют собой нечто особенное, вроде как и отрешённое, но в то же время это правда-матка».
В 2017 году в афише бара Кирилла Иванова «Mishka» (наб. реки Фонтанки, 40/68) Феничев был лаконично описан как «hip-hop legend».
Поэт и литературный критик Лев Оборин в видеоинтервью 2019 года, отвечая на вопрос, кто из русских рэперов проходит проверку нахождения своих стихов на голом листе (как Кендрик Ламар), в первую очередь назвал Михаила Феничева.
Стас Корольов, бывший участник дуэта YUKO, в своём дебютном сольном альбоме О х (2021) сделал оммаж Михаилу Феничеву в треке под названием «феничев / или».
В анонсе открытия «D бар и номера» Феничев был описан как «родитель российского интеллектуального хип-хопа», а его коллективы — как «попавшие в самый нерв меломанов».
В 2021 году, в связи с образованием 3H Company, Дмитрий Ханчин на интернет-портале DTF дважды отметил актуальность текстов Феничева, но после выхода дебютного релиза оговорился: «Конечно, гениальные тексты Михаила Феничева не утратили актуальности за полтора десятилетия, но и каких-то новых смыслов за это время они не обрели — так и остались вещью в себе».
Переводчик и публицист Дмитрий Симановский описал Феничева так: «Глубокий, афористичный, самобытный поэт, пальцем не пошевеливший для популяризации собственной персоны».